# Lucky's Tale
Lucky's Tale er et Virtual reality-computerspil til Oculus Rift.
Spillet minder om Crash Bandicoot, som kom til den første Playstation i 1996.
Ræven Lucky skal ud og redde sin ven grisen, der er blevet kidnappet af et plantelignede monster. Derfor skal Lucky igennem 14 baner hvor han skal nedkæmpe fjender, hoppe over forhindringer og løbe igennem banerne på tid, samt samle mønter og perler, 
 så han til sidst kan nå frem til sin ven grisen for at rede ham fra monsteret.
Spillet har fået en efterfølger som hedder Super Lucky's Tale, som blev udgivet den 7. november 2017.